# Agressor
Agressor je francouzská thrash/death metalová hudební skupina z Antibes založená v srpnu 1986 zpěvákem a kytaristou Alexem Colin-Tocquainem. Alex působil v letech 1985–1986 ve skupině Kataclism, která by se dala považovat za předchůdkyni Agressor, ačkoli od ní nevzešla žádná nahrávka.
Společně s kapelami Massacra a Loudblast patří Agressor mezi průkopníky death metalu ve Francii.
Debutové studiové album vyšlo roku 1990 a nese název Neverending Destiny. K červenci 2022 má kapela na svém kontě celkem pět řadových alb.

## Diskografie
Dema
- The Merciless Onslaught (1986)
- Rehearsal of Death (1987)
- Satan's Sodomy (1987)
- Mixed Rehearsal (1988)
- Orbital Distortion (1989)

Studiová alba
- Neverending Destiny (1990)
- Towards Beyond (1992)
- Symposium of Rebirth (1994)
- Medieval Rites (1999)[1]
- Deathreat (2006)

EP
- Satan's Sodomy (1993)
- The Spirit of Evil (2001)

Kompilace
- The Merciless Onslaught: Demo Recordings 1986–'89 (2004) – obsahuje skladby z demonahrávek Orbital Distortion, Satan's Sodomy, The Merciless Onslaught plus skladbu The Word of Dog ze sampleru Black Mark Attack
- Satan's Sodomy of Death (Demos) (2018) – obsahuje skladby z demonahrávek The Merciless Onslaught, Satan's Sodomy, Mixed Rehearsal a Orbital Distortion
- Rebirth (2018) – obsahuje studiové album Symposium of Rebirth s bonusy v originální i znovu nahrané verzi
- The Arrival (2021) – sada 2 CD, zremasterované vydání řadových desek Neverending Destiny a Towards Beyond i s bonusy

Box sety
- The Order of Chaos (2020) – sada 3 CD, obsahuje studiová alba Medieval Rites, The Spirit of Evil a Deathreat s mnoha bonusovými skladbami

Split nahrávky
- Licensed to Thrash (1988) – split nahrávka společně s francouzskou kapelou Loudblast